# Rivière de la Bogue
Rivière de la Bogue är ett vattendrag i Kanada.   Det ligger i provinsen Québec, i den sydöstra delen av landet, 300 km öster om huvudstaden Ottawa.
I omgivningarna runt Rivière de la Bogue växer i huvudsak blandskog. Runt Rivière de la Bogue är det mycket glesbefolkat, med 4 invånare per kvadratkilometer.